# Hedwig Wangel
Hedwig Wangel, född 23 september 1875 i Berlin, Kejsardömet Tyskland, död 12 mars 1961 i Rendsburg, Schleswig-Holstein, Västtyskland, var en tysk skådespelare. Wangel medverkade från 1926 till 1958 i ett 70-tal tyska filmer.

## Filmografi, urval
- 1930 – Pension Schöller
- 1931 – Felix bravader
- 1931 – Flickan från Luna Park
- 1932 – Spion B. 24
- 1939 – Befriade händer
- 1941 – Ohm Krüger
- 1941 – Kameraden
- 1943 – Det gudomliga lättsinnet
- 1944 – Skolans skräck
- 1949 – Vi har funnit varandra